# Dalskogs kyrka
Dalskogs kyrka är en kyrkobyggnad som sedan 2010 tillhör Örs församling (tidigare Dalskogs församling) i Karlstads stift. Kyrkan ligger i stationssamhället Dalskog i Melleruds kommun.

## Kyrkobyggnaden
Tidigare kyrka i Dalskog var byggd 1650 och av okänt utseende. Den revs då den blivit för liten.  
Nuvarande tornlösa lilla träkyrka uppfördes åren 1747–1750 och invigdes 1750. Den består av ett långhus med ett tresidigt avslutat kor i öster. Vid södra sidan finns en sakristia. Kyrkans norra sida och västra sida har varsitt vapenhus. Alla äldre delar är av timmer som vilar på en sockel av skiffer. Väggarna är klädda med en ljust gråmålad locklistpanel. Fönsterbågar och takfot är blåmålade. Sadeltaken till långhus, sakristian och vapenhusen är klädda med skiffer. 
Kyrkorummet är rektangulärt med tresidigt kor i öster och orgelläktare i väster. Golvet består av träplank. Väggarna
av synligt timmer är målade i stänkteknik med blått och rött på en vitgrå botten. Kring fönstren finns draperimålningar. Bänkinredningen är indelad i fyra vägganslutna kvarter med marmorerade dörrar. Interiören har 1600- och 1700-talskaraktär.

## Dekorationsmålningar
Det platta trätaket har ett rikt barockmåleri. De är utförda 1749 av målarmästare Hans Georg Schüffner och består av ett antal medaljonger med bibliska motiv omgivna av akantusslingor. I taket återges himmelriket och vid läktaren helvetet. Även väggarna har haft målningar av Schüffner som emellertid senare har övermålats. 

## Renoveringar
- 1793 tillkom läktaren.
- På 1800-talet förstorades fönstren, taket skifferbelades och troligen målades väggarna vita.
- Någon gång under 1800-talet tillkom ett litet vapenhus i väster.
- 1916-1922 renoverade man etappvis. Det nuvarande större västra vapenhuset i två våningar byggdes (och moderniserades och förlängdes 1991). Även läktaren byggdes om för att rymma den nya orgeln. Bänkinredningen tillkom varvid man delvis återanvände  de befintliga äldre bänkarna.
- 1939-1940 restaurerade man under ledning av Ärland Noréen med syfte att återställa och framhäva kyrkorummets 1700-talskaraktär. Fönster förminskades och försågs med segmentbågar istället för rak avslutning upptill. Innerbågarnas blyinfattningar och antikglas tillkom. Väggarna stänkmålades och takmålningarna konserverades.
- 1998 genomfördes omfattande konserveringsarbeten såväl in- som utvändigt.

## Klockstapel
På kyrkogården finns en klockstapel uppförd av grovt timmer som är helt skifferklädd. Den har en spira med vindflöjel med årtalet 1756. Skifferbeklädnaden gjordes samtidigt med kyrkans tak under 1800-talet. Vindskivor, luckor och foder är svartmålade.

## Inventarier

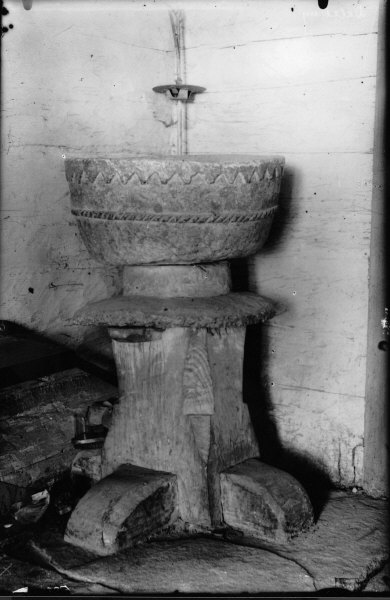
Dopfunten

- Dopfunt i täljsten från 1200-talet. Höjd 69 cm i fyra delar. Cuppa av norsk typ med spetsflismönster och en enkel repstav i mitten. Uttömingshål saknas. Relativt primitiv men välbevarad.[1]
- Altaruppsatsens nederdel består av en oljemålning, troligen liksom takmålningarna också utförd av Schüffner. Motivet är Abraham offrar Isac.
- Överdelen, daterad till 1717, består av ett snidat krucifix omgivet av en ram med träfigurer.
- Altarringen är eventuellt från 1800-talets slut eller 1900-talets början och består av en rundad och marmorerad balustrad.
- Predikstolen från 1670 är överflyttad från den tidigare kyrkan. Korgens yttersidor är prydda med listverk och spiralvridna kolonner.

## Orgel
- Första orgeln kom till kyrkan på 1880-talet då församlingens dåvarande komminister anskaffade en begagnad piporgel. Den togs ner 1915 och såldes till Statens historiska museum där den nu finns i dess samlingar.
- Därefter inköptes en pedalorgel som användes fram till 1939.
- En helt ny pneumatisk orgel, byggd av Nordfors & Co, Lidköping, sattes 1939 upp på läktaren i väster. Den står kvar relativt orörd och har elva stämmor fördelade på två manualer och pedal.[2] Orgeln har en gemensam svällare för hela orgeln, tre fasta kombinationer och automatisk pedalväxling. Tonomfånget är på 56/30.

| Manual I     | Manual II           | Pedal             | Koppel   |
| Borduna 16´  | Gemshorn 8´         | Subbas 16´ (tr I) | I/P      |
| Principal 8´ | Salicional 8'       |                   | II/P     |
| Rörflöjt 8´  | Voix celeste 8´     |                   | II/I     |
| Oktava 4'    | Flûte octaviante 4' |                   | I 4'/I   |
|              | Nasard 2 2/3'       |                   | II 16'/I |
|              | Blockflöjt 2'       |                   | II 4'/I  |
|              |                     |                   | II 4'/P  |